# Industrie 4.0
Industrie 4.0 ist die Bezeichnung für Projekte zur umfassenden Digitalisierung der industriellen Produktion. Das Projekt geht zurück auf die Forschungsunion der deutschen Bundesregierung und ein gleichnamiges Projekt in der Hightech-Strategie der Bundesregierung.

## Bezeichnung
Mit der Bezeichnung Industrie 4.0 soll das Ziel zum Ausdruck gebracht werden, eine vierte industrielle Revolution einzuleiten:
- Die erste industrielle Revolution bestand in der Mechanisierung mittels Wasser- und Dampfkraft; darauf folgte
- die zweite industrielle Revolution, geprägt durch Massenfertigung mit Hilfe von Fließbändern und elektrischer Energie, sowie daran anschließend
- die dritte industrielle Revolution oder digitale Revolution mit Einsatz von Elektronik und IT (v. a. die speicherprogrammierbare Steuerung und die CNC-Maschine) zur Automatisierung der Produktion.[4]

Mit dem Ausdruck „4.0“ wird Bezug genommen auf die bei Software-Produkten übliche Versionsnummerierung. Bei tiefgreifenden Änderungen einer Software spricht man von einer neuen Version, wobei die erste Ziffer der Versionsnummer um Eins erhöht und gleichzeitig die zweite Ziffer auf Null zurückgesetzt wird.
Die Begriffswahl wird auch kritisiert. So soll die Bezeichnung 4.0 eine Verbindung zur ersten, zweiten und dritten Revolution herstellen und damit einen gleichwertigen Einfluss auf die Gesellschaft postulieren. Aus geschichtswissenschaftlicher Sicht wird kritisiert, dass er „sämtliche geschichtswissenschaftlichen Erkenntnisse zur Geschichte der Industrialisierung, zum Revolutionsbegriff sowie zu Fortschrittsvorstellungen ignoriert.“ Es liege weder ein technologischer Wandel vor, der den Revolutionsbegriff rechtfertigen würde, ginge es doch bei den im Zusammenhang mit Industrie 4.0 erwähnten Technologien lediglich um Weiterentwicklungen aus der digitalen Revolution, noch sei ein entsprechender Gesellschaftswandel erkennbar. Vielmehr handele es sich um „Vorhersagungen und Prophezeiungen.“
Der Autor Wolfgang Halang kritisiert den selbstreklamierten Anspruch der vierten industriellen Revolution als „sicher vermessen und unseriös“ und bezieht sich auf Rainer Drath: „Bemerkenswert ist die Tatsache, dass erstmals eine industrielle Revolution ausgerufen wird, noch bevor sie stattgefunden hat“. Da die technologische Grundlage die Mikroelektronik ist und somit gegenüber der Dritten industriellen Revolution unverändert ist, sprechen die Namensgeber von Industrie 4.0 Henning Kagermann und Wolfgang Wahlster sowie der Industriesoziologe Hartmut Hirsch-Kreinsen von einer „zweiten Phase der Digitalisierung“.

## Organisationsgestaltungsprinzipien
Industrie 4.0 ist ein Organisationsgestaltungskonzept, das aus vier grundlegenden Organisationsgestaltungsprinzipien besteht.
- Vernetzung: es wird eine Vernetzung von Maschinen, Geräte, Sensoren und Menschen angestrebt, über das Internet der Dinge oder das Internet der Menschen.
- Informationstransparenz: Sensordaten sollen Informationssysteme digitaler Fabrikmodelle erweitern, um so ein virtuelles Abbild der realen Welt zu erstellen.
- Technische Assistenz: Assistenzsysteme sollen den Menschen mit Hilfe von aggregierten, visualisierten und verständlichen Informationen unterstützen, damit fundierte Entscheidungen getroffen und auftretende Probleme schneller gelöst werden können.
- Dezentrale Entscheidungen: Cyberphysische Systeme sollen in der Lage sein, eigenständige Entscheidungen zu treffen und Aufgaben möglichst autonom zu erledigen. Nur in Ausnahmefällen, zum Beispiel bei Störungen oder Zielkonflikten, übertragen sie die Aufgaben an eine höhere Instanz. Der optimale Grad der Autonomie ist von unterschiedlichen Faktoren abhängig.[11]

## Geschichte und Akteure
Der Begriff wurde von Henning Kagermann, Wolf-Dieter Lukas und Wolfgang Wahlster geprägt und erstmals 2011 zur Hannovermesse in die Öffentlichkeit getragen. Im Oktober 2012 wurden der Bundesregierung Umsetzungsempfehlungen übergeben. Am 14. April 2013 wurde auf der Hannover-Messe der Abschlussbericht mit dem Titel Umsetzungsempfehlungen für das Zukunftsprojekt Industrie 4.0 des Arbeitskreises Industrie 4.0 vorgelegt. Der Arbeitskreis stand unter dem Vorsitz von Siegfried Dais (Robert Bosch GmbH) und Henning Kagermann (acatech).

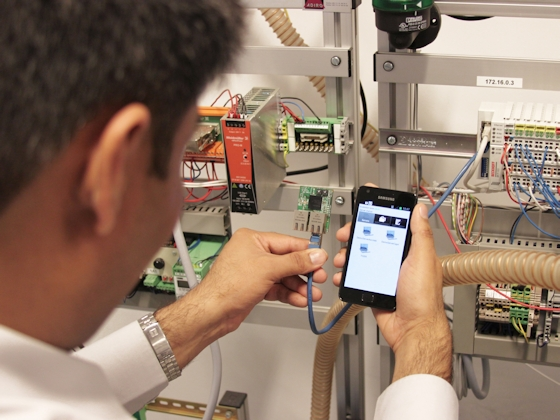
Nahtlose Kommunikation vom Sensor bis ins Internet ist eine Voraussetzung für Industrie 4.0

Die zuständige Promotorengruppe der Forschungsunion blieb auch nach Vorlage des Berichtes noch aktiv, so u. a. in der Arbeitsgruppe Industrie 4.0 der gleichnamigen Plattform Industrie 4.0, einem Zusammenschluss der Branchenverbände Bitkom, VDMA und ZVEI. Die Plattform Industrie 4.0 wurde seitdem weiter ausgebaut und steht inzwischen unter der Leitung der Bundesministerien für Wirtschaft und Energie (BMWi) sowie Bildung und Forschung (BMBF). Ziel der Plattform ist die Weiterentwicklung der mit dem Begriff Industrie 4.0 verbundenen Inhalte im Dialog mit Gewerkschaften, Wirtschaftsverbänden, Unternehmen, Wissenschaft und Politik.

## Herausforderungen
Die Plattform Industrie 4.0 hat zum Ziel, IT mit Produktionstechnologien zu verschmelzen, um dadurch innovative Produkte und Leistungen zu ermöglichen. Dies beinhaltet zahlreiche Herausforderungen. Es müssen technische Standards und Normen entwickelt werden, damit eine Kommunikation zwischen Mensch und Maschine beziehungsweise Maschine und Maschine wie zum Beispiel in kognitiven Systemen ermöglicht wird. Daten erhalten hohe Bedeutung, sie werden von vielen Autoren als der „neue Rohstoff“ bezeichnet. Die beiden Themen Datensicherheit und Eigentum an Daten erhalten äußerst hohe Priorität. Es ergeben sich zahlreiche bis heute ungeklärte rechtliche Fragen. Weiterhin muss für das Thema Industrie 4.0 breites Verständnis in der Fachwelt geschaffen werden, und es muss auf gesellschaftlicher Ebene allgemeine Akzeptanz finden. In diesem Zusammenhang ergeben sich außerdem noch offene Fragen zur Aus- und Weiterbildung. Es werden weltweit Lernfabriken entwickelt und aufgebaut, in denen Industrie-4.0-Schulungen praxisnah durchgeführt werden.
Ein weiterer Aspekt ist die Veränderung der Anforderungen an die Mitarbeiter, da die Echtzeitsteuerung eine neue Arbeitsorganisation erfordert. Auch Herausforderungen bezüglich Betriebs- und Angriffssicherheit werden zunehmend Bedeutung erlangen. Unternehmen müssen sicherstellen, dass die Produktionsanlagen und Produkte keine Gefahr für die Mitarbeiter und die Umwelt darstellen.
Entgegen internationaler Erwartungen deutet wenig darauf hin, dass eine vernetzte industrielle Produktion einen Beitrag zum Klimaschutz leistet. Zwar ermögliche sie Unternehmen die Flexibilisierung ihrer Produktivität und die theoretische Möglichkeit zur Verhinderung von Überproduktion, dies sei aber vermutlich nur durch politische Steuerung zu erreichen.

## Entwicklungen in Deutschland
Eine Studie des Fraunhofer-Institut für System- und Innovationsforschung hat zwischen den Jahren 2015 und 2018 untersucht, wie sich 1.256 Unternehmen in Bezug auf die Digitalisierung weiterentwickelt haben. Bewertet wurden die Unternehmen in drei verschiedenen Technologiefeldern: Digitales Managementsystem, Drahtlose Mensch-Maschine Interaktion und Cyber-Physisches-System-(CPS)-nahe Prozesse. Die Studie kommt zu dem Ergebnis, dass Transformationen hauptsächlich in solchen Betrieben stattfanden, die sich auch 2015 schon für „Industrie 4.0“ interessiert hatten. Doch die Anzahl der „Nicht-Nutzer“ ist in dem Zeitraum ebenfalls um 8 Prozentpunkte von 23 auf 15 % gesunken.
Auch die Betriebsgröße machte einen Unterschied. Großunternehmen hielten schon 2015 die Top-Positionen inne, jedoch hat sich die Kluft in dem gemessenen Zeitraum verringert. Vor allem mittelständische Unternehmen konnten den Abstand verringern, während bei Kleinbetrieben noch Nachholbedarf in der Digitalisierung gesehen wird.

## Entwicklungen im Ausland
Der Begriff „Industrie 4.0“ ist eine deutsche Wortschöpfung. Nachfolgend hat er sich als Begriff auch in anderen Sprachräumen verbreitet. Initiativen im Sinne der gleichnamigen Forschungsplattform „Industrie 4.0“ sind weitgehend zeitgleich in vielen Ländern mit jeweils eigenen Bezeichnungen entstanden, wobei die Inhalte nicht immer völlig deckungsgleich sind. In den USA entstand die Initiative unter der Bezeichnung „Industrial Internet Consortium“, kurz IIC. Das Industrial Internet Consortium wurde im März 2014 von den Unternehmen AT&T, Cisco, General Electric, IBM und Intel gegründet. Es ist eine Non-Profit-Organisation, die bis Anfang 2016 bereits auf über 200 Mitglieder gewachsen ist, wobei auch Nicht-US Unternehmen zu den Teilnehmern zählen. Neue Internet-Technologien sollen gemeinsam gefördert werden, wobei der Ansatz nicht auf den Industriesektor beschränkt ist. Das IIC ist auch auf andere Geschäftsfelder (z. B. Dienstleistungen) und auf alle Prozessstufen entlang der gesamten Wertschöpfungskette ausgerichtet. Weitere Initiativen gibt es in Japan unter dem Namen „Industrial Value-Chain Initiative“, kurz IVI. Initiatoren sind japanische Großunternehmen. China hat im Fünfjahresplan von 2015 ebenfalls Initiativen ähnlich der deutschen Plattform Industrie 4.0 ergriffen. Sie sollen den angestrebten Wandel vom Niedriglohnland zur globalen Industriemacht maßgeblich unterstützen (siehe auch: Made in China 2025). Südkorea investiert in sogenannte smart factories. In mehreren Ländern Europas gibt es weitere Aktivitäten, die mit der Industrie-4.0-Plattform vergleichbar sind, so z. B. in Frankreich unter dem Namen: „Industrie du futur“.

## Rezeption des Begriffs Industrie 4.0 und der Plattform Industrie 4.0
Es gibt vereinzelt auch kritische Stimmen: Das Autorenteam des Kompendiums Industrie 4.0 bemängelt eine einseitige Fokussierung auf die Smart Factory, während Veränderungen in den Wertschöpfungsstrukturen weitgehend ausgeblendet würden. Das Thema Industrie 4.0 wird von den Autoren Andreas Syska und Philippe Lièvre in ihrer Monografie Illusion 4.0 – Deutschlands naiver Traum von der smarten Fabrik insgesamt kritisch beleuchtet: „Zudem basiert Industrie 4.0 auf dem Denkfehler, dass ein nicht lineares und soziales System wie eine Fabrik mit Algorithmen steuerbar ist. Das hat noch nie funktioniert und dies wird auch dieses Mal so sein.“ Reinhard Clemens von T-Systems meinte im Jahr 2015, dass die Ziele der Plattform Industrie 4.0 verfehlt worden wären, da es sowohl an konkreten Ergebnissen als auch an Koordination mangele.

## Nachhaltigkeit
Mit der vernetzten Digitalisierung der Industrie werden wiederholt Fragen der Ressourceneffizienz und Nachhaltigkeit diskutiert. Während Hersteller gelegentlich Einsparpotentiale bewerben, befürchten Kritiker höhere Vebräuche durch große Datenmengen und kürzere Innovationszyklen. Erste wissenschaftlichen Studien sehen jedoch keine prinzipiellen Auswirkungen der Industrie 4.0 auf die Gesamtenergieeffizienz des Sektors.

## Filmische Dokumentationen
- Vortrag Künstliche Intelligenz und Industrie 4 0 Andreas Wagener Hochschule Hof auf YouTube, 22. November 2016, abgerufen am 1. August 2020.